# لیورسج
لیورسج (به انگلیسی: Liversedge) یک روستا در بریتانیا است که در یورک‌شر و هامبر واقع شده‌است. لیورسج ۱۹٬۴۲۰ نفر جمعیت دارد.